# Charles Kettering
Charles Franklin Kettering (Loudonville, 29 de agosto de 1876 — Dayton (Ohio), 24 de novembro de 1958 (ou dia 25)) foi um inventor  e filósofo social estadunidense.
Nascido em uma comunidade fazendeira no meio-oeste, Kettering estudou engenharia na Universidade Estadual de Ohio. Em 1909, Kettering criou a Companhia de Laboratórios de Engenharia Dayton, ou Delco, com o co-fundador Edward A. Deeds. Ele desenvolveu o gerador Delco – que era uma fonte crucial de eletricidade para milhares de fazendas.
Algumas inovações são tão insípidas que quase parecem banais – e mesmo assim podem melhorar a vida de milhões de pessoas. Por exemplo, sem o desenvolvimento de Charles Kettering em 1911, talvez ainda se estivesse correndo para frente do carro para ligar o motor à mão.
A ignição elétrica de Kettering foi primeiramente instalada em um Cadillac, em 17 de fevereiro de 1911. Até então, os motoristas – ou um assistente com braços fortes – tinham que ligar o motor girando uma manivela. Esta foi apenas uma de suas invenções engenhosas.
Kettering patenteou mais de 140 inovações, incluindo acabamentos de laca para carros, combustível de chumbo, e a primeira máquina registradora operada eletricamente.